# 塞贝尔
塞贝尔（法語：Cerbère，法語發音：[sɛʁbɛʁ] ⓘ）是法国东比利牛斯省的一个市镇，位于该省东南部，属于塞雷区。塞贝尔是一座边境城市，塞贝尔火车站是由西班牙地中海沿岸进入法国的第一站（不算高铁的话）。

## 地理
塞贝尔（42°26'36"N, 3°9'53"E）面积8.18 平方千米，位于法国奧克西塔尼大區东比利牛斯省，该省份为法国大陆部分最南部的省份，涵盖了北加泰罗尼亚，北起奥德省，西接阿列日省和安道尔，南与西班牙接壤，东临地中海。
与塞贝尔接壤的市镇（或旧市镇、城区）包括：波尔沃、滨海巴纽尔斯。

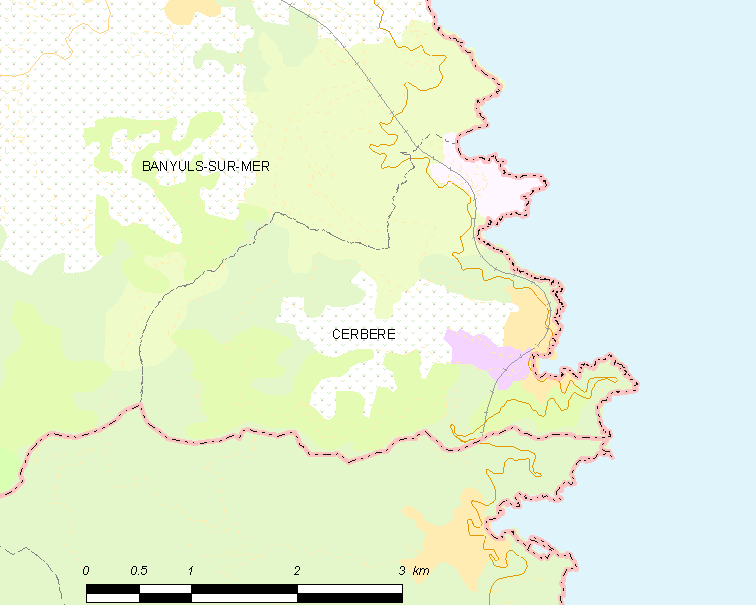
塞贝尔的OSM定位图

塞贝尔的时区为UTC+01:00、UTC+02:00（夏令时）。

## 行政
塞贝尔的邮政编码为66290，INSEE市镇编码为66048。

## 政治
塞贝尔所属的省级选区为朱红海岸县。

## 人口

1962-2008年间塞贝尔人口变化图示

塞贝尔于2022年1月1日时的人口数量为1213人。